# Linnaträsket
Linnarträsket eller Linnaträsket är en sjö i Raseborgs stad i Finland.   Den ligger i landskapet Nyland, i den södra delen av landet, 120 km väster om huvudstaden Helsingfors. Linnarträsket ligger 13 meter över havet.  Arean är 5,9 hektar och strandlinjen är 0,92 kilometer lång. Sjön  ingår i Skärgårdshavets kustområde, Åland. 